# Los Ríos (tỉnh)

Bản đồ tỉnh Los Ríos ở Ecuador.

Los Ríos là một tỉnh của Ecuador. Tỉnh lỵ là Babahoyo. Tỉnh này chịu cảnh lũ lụt và có hệ thống đường bộ kém nhất đất nước này.
Tỉnh được chia ra 12 tổng.
Tổng (thủ phủ)
1. Baba
2. Babahoyo (Babahoyo)
3. Buena Fe (San Jacinto de Buena Fe)
4. Mocache (Mocache)
5. Montalvo (Montalvo)
6. Palenque (Palenque)
7. Pueblo Viejo (Puebloviejo)
8. Quevedo (Quevedo)
9. Urdaneta (Catarama)
10. Valencia (Valencia)
11. Ventanas (Ventanas)
12. Vinces (Vinces)